# Gommegnies
Gommegnies település Franciaországban, Nord megyében. Lakosainak száma 2272 fő (2022. január 1.). Gommegnies Preux-au-Sart, Villereau, Frasnoy, Locquignol és L'Orée de Mormal községekkel határos.

## Népesség
A település népességének változása:
| Lakosok száma | 2286 | 2292 | 2329 | 2301 | 2312 | 2308 | 2295 | 2300 | 2272 |
|               | 2013 | 2015 | 2016 | 2017 | 2018 | 2019 | 2020 | 2021 | 2022 |